# Лісний (Уфимський район)
Лісни́й (рос. Лесной, башк. Лесной) — присілок (у минулому селище) у складі Уфимського району Башкортостану, Росія. Входить до складу Миловської сільської ради.
Населення — 15 осіб (2010; 22 в 2002).
Національний склад:
- башкири — 54 %
- росіяни — 32 %